# Orthizema subannulatum
Orthizema subannulatum är en stekelart som först beskrevs av Bridgman 1883.  Orthizema subannulatum ingår i släktet Orthizema och familjen brokparasitsteklar. Inga underarter finns listade i Catalogue of Life.